# António Leonel Vilar Nogueira Sousa
António Leonel Vilar Nogueira Sousa (Tonel) (Lourosa, Portugal, 13 de abril de 1980) es un futbolista portugués. Juega de defensa y su equipo actual es el Sporting de Lisboa.

## Biografía
António Leonel Vilar Nogueira Sousa, más conocido como Tonel, juega de defensa central. Empezó su carrera futbolística en las categorías inferiores del FC Oporto.
En 2001 ficha por el Académica de Coimbra, equipo que militaba por aquel entonces en la Segunda División de Portugal. Esa misma temporada ayuda a su equipo a ascender a Primera división.
En 2004 se marcha a jugar al Club Sport Marítimo. Con este club debuta en la Copa de la UEFA.
En 2005 ficha por su actual club, el Sporting de Lisboa. Con este equipo se proclama campeón de la Copa de Portugal en dos ocasiones. También gana dos Supercopas.

## Selección nacional
Ha sido internacional con la Selección de fútbol de Portugal en 1 ocasión. Fue el 15 de noviembre de 2006 en un partido contra Kazajistán en el que su equipo ganó por tres goles a cero.

## Clubes
| Club              | País     | Año         | Partidos | Goles |
| FC Porto          | Portugal | 1999 - 2001 | 40       | 1     |
| Académica Coímbra | Portugal | 2001 - 2004 | 112      | 9     |
| CS Marítimo       | Portugal | 2004 - 2005 | 28       | 1     |
| Sporting CP       | Portugal | 2005 - 2010 | 117      | 11    |
| GNK Dinamo Zagreb | Croacia  | 2010 -      | 32       | 3     |

## Títulos
- 2 Copas de Portugal (Sporting de Lisboa, 2007 y 2008)
- 2 Supercopas de Portugal (Sporting de Lisboa, 2007 y 2008)